# ان‌جی‌سی ۷۰۴۸
ان‌جی‌سی ۷۰۴۸ (انگلیسی: NGC 7048) یک سحابی سیاره‌ای در صورت فلکی ماکیان است. این سحابی سیاره ای دارای قدر ظاهری 12.1 است.  NGC 7048 توسط ادوارد استفان در ۱۹ اکتبر ۱۸۷۸ با استفاده از یک بازتابنده ۳۱.۵ اینچی کشف شد.

تصور می‌شود ستاره مرکزی NGC 7048 یک کوتوله سفید باشد. خود سحابی سیاره ای شکلی بیضوی دارد. با توجه به روشنایی سطح پایین آن، تصور می‌شود که بسیار تکامل یافته است.